# Николай Хайтов
Николай Александров Хайтов е български писател, драматург, публицист.
Известен е със сборника си „Диви разкази“, както и с оспорваните си съчинения относно гроба на апостола на свободата Васил Левски. Народен деятел на изкуството и културата. Многократно е обвиняван в присвояване на чужди произведения.. 

## Биография
Роден е на 15 септември 1919 г. в село Яврово, Станимашко. Завършва прогимназия в родното си село. В продължение на 3 – 4 години работи като чирак в магазин за брашно, келнер в кръчма, камериер и общ работник в железопътните кариери край близкото село Крумово. През 1938 г. завършва гимназия в Асеновград. Завършва курс по лесничейство в Лесовъдния отдел на Агрономическия факултет в Софийския университет през 1943 г. От есента на 1944 г. е войник в Пловдив.
През 1946 г. постъпва на работа в родопските гори най-напред като участъков горски в Персенкското горско стопанство. След това работи в Лесичово, в Девинско и в Горското стопанство в Сапарева баня. Инженер-лесовъд е в Радуилския участък в горско стопанство „Боровец“, Самоковско, от 1951 г. Осъден на 8 години строг тъмничен затвор и уволнен дисциплинарно от Министерството на горите, без право да работи по специалността си заради незаконни доходи, според публикация във в. „Работническо дело“. По-късно присъдата е отменена, но 2 години е безработен. Търси препитание с писане на очерци. 
Първият му очерк е публикуван през 1954 г. в списание „Септември“. Следва предложение за сътрудничество в списанието, където печата свой разказ („Случай без прецедент“) и нов очерк. Пише очерци за вестник „Работническо дело“, „Кооперативно село“ и др. Очерците, които печата, издава в първата си книга „Съперници“ през 1957 г. От 1959 г. е приет за член на Съюза на българските писатели, работи като редактор във вестник Народна култура и списание „Наша родина“. От 1975 до 1977 г. е председател на Столичния съвет на културата, член е на Управителния съвет на СБП от 1966 г. и секретар на СБП (1966 – 1968).
През 1966 г. става главен редактор на списание „Родопи“, което през следващите години е сред основните поддръжници на Възродителния процес сред помаците, а след това и сред турците. Хайтов се превръща в един от неговите популярни идеолози и съветник на Тодор Живков по този въпрос.
През 1967 г. излизат знаменитите му „Диви разкази“, авторството на които е спорно. Те имат над 10 издания в България, като са преведени на 28 чужди езика, включително китайски. През 1989 г. излизат „Избрани произведения“ в 3 тома.
Хайтов пише над 10 пиеси, 800 статии и рецензии. Общият тираж на книгите на Хайтов, които са издадени и преиздадени в България, е над 4 милиона екземпляра.
Николай Хайтов е председател на Съюза на българските писатели (СБП) от 1993 до 1999 г., като преди това е негов секретар от 1966 до 1968 г. Бил е председател на Творческия фонд на СБП, но е отстранен тихомълком, след като се разразява скандалът около самоволното му влизане в жилището на писателката Яна Язова през 1974 г. и кражбата на оригиналите на неиздадените ѝ приживе романи, вкл. и ръкописа на романа ѝ „Левски“. Той е упрекван в авторитарност и за разцепването на СБП.
Николай Хайтов има 2 синове – Александър (скулптор) и Здравец (архитект), и дъщеря Елена Хайтова.
Женил се е 3 пъти, последната му съпруга е Жени Божилова.
Умира на 82-годишна възраст на 30 юни 2002 г. от левкемия и е погребан в Централните софийски гробища.

## Плагиатство
Николай Хайтов е обвиняван в присвояване и опити за присвояване на чужди произведения:
- Опитва се да публикува под свое име сборника с документални разкази „Забравените от небето“ на Екатерина Томова. Когато не успява, активно се противопоставя на издаването му. Авторката получава широка обществена подкрепа от средите на интелигенцията в борбата си да публикува книгата. Поради създалата се гласност Тодор Живков се среща с нея и решава случая в нейна полза[1].
- В първото издание на документалната книга за историята на село Манастир от Славчо Дичев, която Хайтов редактира, като автори са посочени и двамата, но в следващото издание като автор фигурира единствено Николай Хайтов. Журналистката Велислава Дърева, която разкрива плагиатството му във в. „Комсомолска искра“ през 1986 г., като публикува факсимиле на кориците на двете издания, е уволнена след писмо на Хайтов до Окръжния комитет на БКП в Пловдив. Издателството излиза с опровержение, че това е полиграфическа грешка[2][3].
- През 1985 г. Петър Величков открива чернови на неиздадения дотогава роман „Левски“ на Яна Язова в Централния държавен архив и публикува откъси от него във в. „АБВ“. Според него Хайтов е откраднал беловата на романа (която така и не е намерена) след смъртта на авторката му и го е депозирал в издателство „Христо Г. Данов“, но поради излизането на откъсите го изтегля и заличава всички следи.[4][8]

## Признание
Носител е на Димитровска награда за проза, на Националната литературна награда „Йордан Йовков“ (1995) и на Вазовата награда за литература (1997).
Избран е за академик през 1997 г. от Българската академия на науките.
През 2000 г. е удостоен с орден „Стара планина“ първа степен.
На Николай Хайтов е наречена улица в София (Карта).

## Цитати
- „Левски е еманация на българщината в най-висшата ѝ форма“.
- „Едно е да ти се иска, друго е – да можеш, а пък трето и четвърто да го направиш.“ (из разказа „Мъжки времена“)
- „Главата ми да отсекат, пак ще викам: „Да живее България!'“
- „Преговорите за влизане в Европейския съюз да се водят не на колене, а равноправно и при зачитане на собствените национални интереси. За проявените рецидивисти следва да бъде установен специален наказателен режим, а „правата на човека“ да не се превръщат в средство за масово тиранизиране на мирното население.“
- „Единственото ми агрегатно състояние е Националист!“
- „Крила имат само тия, дето сърце им иска да лети!“
- „Орлиците се ловят с живо месо, а не с мърша!“ (из разказа „Сватба“)
- „Българинът има нещо общо с лисицата: точно когато я мислиш за умряла, тя хукне. Много пъти това ни е спасявало, дано и този път да ни спаси от нашите и чуждите гробари, които са се хванали вече за лопатите. Нацията ни сега е в безпътица, но не е безпътна.“ – в интервю от 1993 г.
- „В една зверилница, толерантност означава смърт.“
- „Изтървем ли България, изтървали сме всичко.“

## Произведения
Николай Хайтов е автор на разнообразни по жанр и тематика творби.
- „Съперници“ (1957)
- „Искрици от огнището“ (1959)
- „Разбулена Родопа“ (1960)
- „Писма от пущинаците“ (1960)
- „Хайдути“ – очерци (1960)
- „Старите у дома“ (1962)
- „Смолян“ (1962)
- „Жени хайдутки“ (1962)
- „Матей Миткалото“ (1964)
- „Шумки от габър“ (1965)
- „Румяна войвода“ (1965)
- „Родопски властелини“ (1965)
- „Диви разкази“ (1967)
- „Ламята“ (1970)
- „Приключения в гората“ (1970)
- „Перуански записки“ (1975)
- „Магьосникът от Брезе“ (1979)
- „Хвъркатото корито“ (1979)
- „Родопските комити разказват“ (1972)
- „Капитан Петко Войвода“ (1974)
- „Надникване в съкровеното“ (1977)
- „Разкази и есета“ (1984)
- „Да възседнеш глиган“ (1985)
- „Бодливата роза“ (1975)
- „Вълшебното огледало“ (1981)
- „Асеновград в миналото“ (1983)
- „Последните мигове и гробът на Васил Левски“ (1985)
- „Гробът на Левски“ (1987)
- „Светогорски записки“ (1987)
- „Африкански записки“ (1989)
- „Избрани произведения“ (1989)
- „Дневници“
- „Родопски властелини“
- „Троянските коне в България“ (2002, посмъртно)
- „През сито и решето“ (2003, посмъртно)
- „Кой и защо унищожи гроба на Васил Левски“ (2004, посмъртно)
- „Бележки по тефтерчето на Васил Левски“ (2007, посмъртно)
- „Алото“

## Филмография
По сценарии на Хайтов са създадени филмите:
- „Козият рог“ (1994) – заедно с Николай Волев
- „Орисия“ (1983)
- „Капитан Петко войвода“ (12-сер. тв, 1981)
- „Черешова градина“ (1979)
- „Мъжки времена“ (1977)
- „Дърво без корен“ (1974)
- „Козият рог“ (1972)
- „Гола съвест“ (1971)
- „Края на песента“ (1971)
- „Семейство Калинкови“ (12-сер. тв, 1966)
- Филмът „Воевода“ от 2017 е основан върху разказа „Румена войвода“ от Николай Хайтов.
- Засукан свят (2019)